# 托皮罗斯
托皮罗斯（希臘語：Τόπειρος）是希腊东马其顿和色雷斯大区克桑西专区的市镇，行政中心为埃夫拉洛村。市镇面积为312.5平方公里，2021年人口数量为9,473人。

## 图集

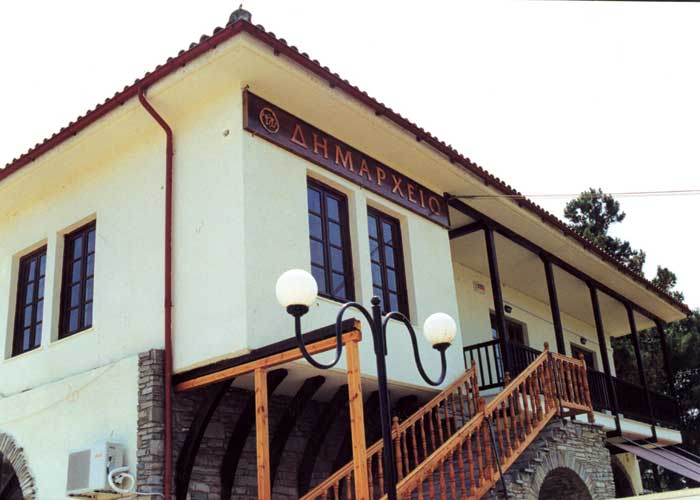
市政厅
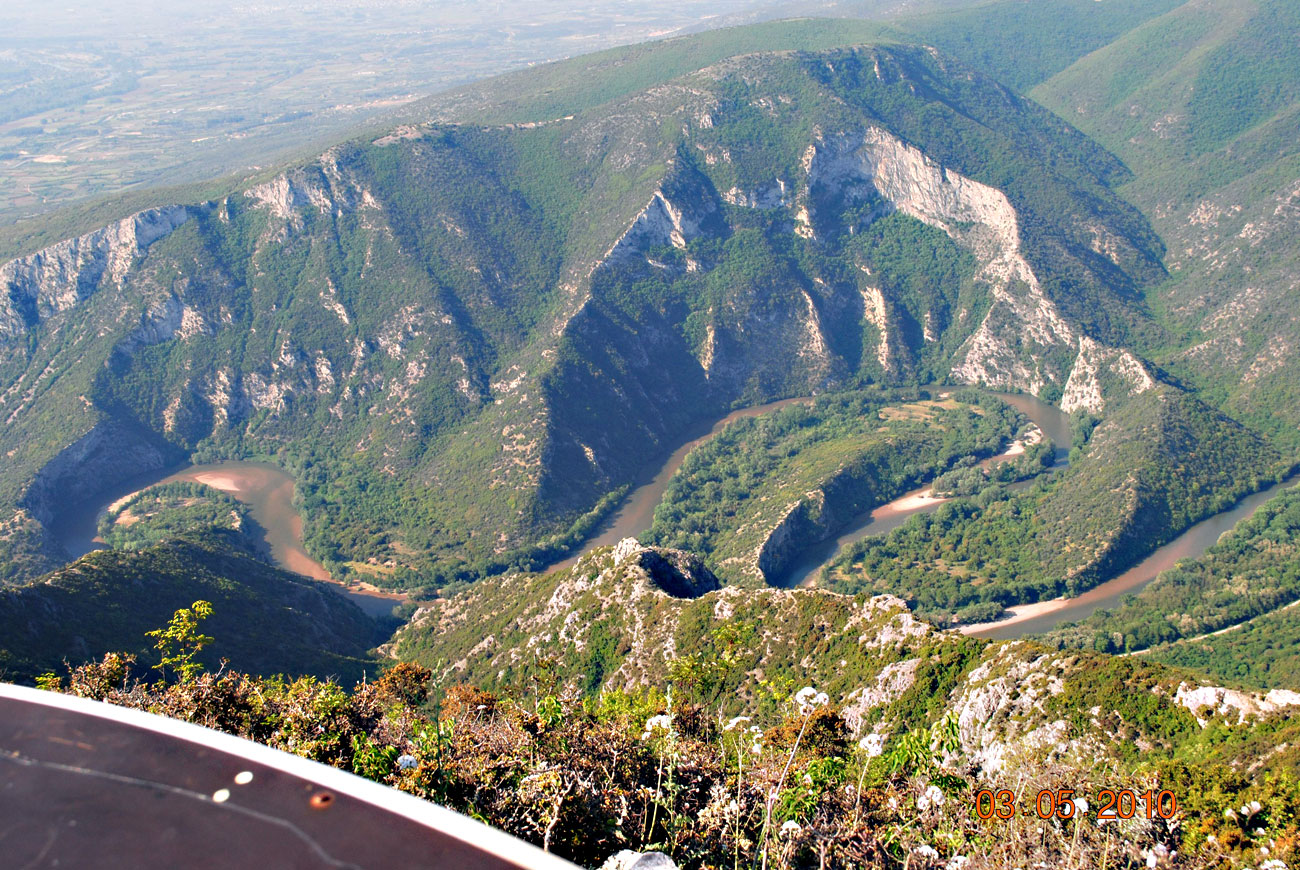
奈斯托斯河
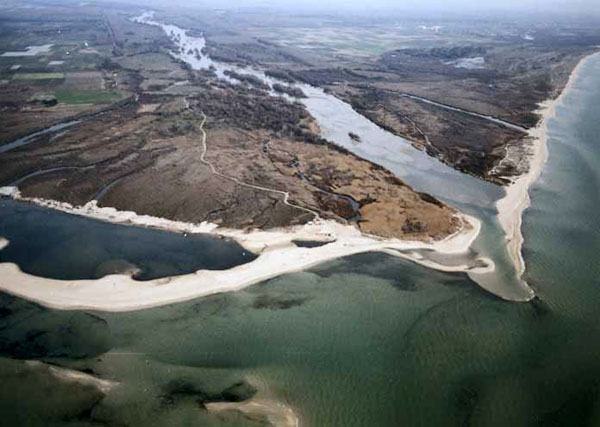
奈斯托斯河三角洲
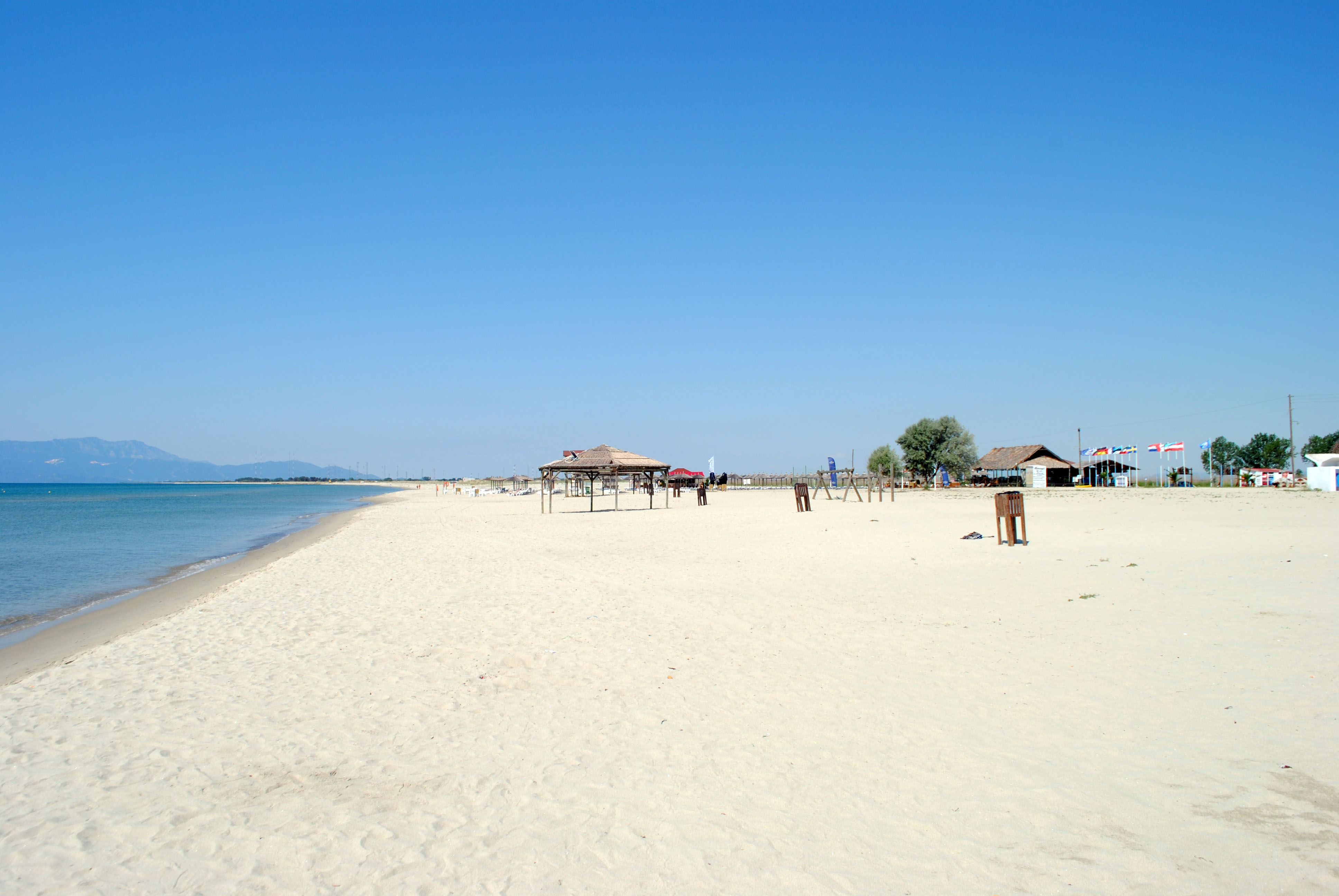
海滩